# Kiipunjärvi
Kiipunjärvi är en sjö i Finland. Den ligger i kommunen Humppila i landskapet Egentliga Tavastland, i den södra delen av landet, 120 km nordväst om huvudstaden Helsingfors. Kiipunjärvi ligger 99,2 meter över havet. Trakten runt Kiipunjärvi består till största delen av jordbruksmark. Arean är 60,7 hektar och strandlinjen är 5,35 kilometer lång. Sjön  ingår i Kumo älvs huvudavrinningsområde. 